# Olga Kuragina
Olga Vitalijevna Kuragina (ryska: Ольга Витальевна Курагина), född den 21 april 1959 i Kirov i Sovjetunionen (nu Ryssland), är en sovjetisk friidrottare inom mångkamp.
Hon tog OS-brons i femkamp vid friidrottstävlingarna 1980 i Moskva. 